# مدار ۳ درجه جنوبی
مدار ۳ درجه جنوبی، دایره‌ای از عرض جغرافیایی است که در ۳ درجهٔ جنوبی خط استوا  قرار دارد.

## گذر از مناطق
از نصف‌النهار مبدأ شروع می‌شود و به سمت مشرق ۳ درجه جنوبی از موارد زیر گذر می‌کند:
| مختصات‌ها                                           | کشور، قلمرو یا دریا   | توضیحات |
| -------------------------------------------------- | --------------------- | --- |
| ۳°۰′ جنوبی ۰°۰′ شرقی / ۳٫۰۰۰°جنوبی ۰٫۰۰۰°شرقی      | اقیانوس اطلس          | |
| ۳°۰′ جنوبی ۱۰°۱۸′ شرقی / ۳٫۰۰۰°جنوبی ۱۰٫۳۰۰°شرقی   | گابن                  | |
| ۳°۰′ جنوبی ۱۲°۳′ شرقی / ۳٫۰۰۰°جنوبی ۱۲٫۰۵۰°شرقی    | جمهوری کنگو           | |
| ۳°۰′ جنوبی ۱۶°۱۱′ شرقی / ۳٫۰۰۰°جنوبی ۱۶٫۱۸۳°شرقی   | جمهوری دموکراتیک کنگو | |
| ۳°۰′ جنوبی ۲۹°۹′ شرقی / ۳٫۰۰۰°جنوبی ۲۹٫۱۵۰°شرقی    | بوروندی               | |
| ۳°۰′ جنوبی ۳۰°۵۰′ شرقی / ۳٫۰۰۰°جنوبی ۳۰٫۸۳۳°شرقی   | تانزانیا              | |
| ۳°۰′ جنوبی ۳۷°۳۵′ شرقی / ۳٫۰۰۰°جنوبی ۳۷٫۵۸۳°شرقی   | کنیا                  | |
| ۳°۰′ جنوبی ۴۰°۱۳′ شرقی / ۳٫۰۰۰°جنوبی ۴۰٫۲۱۷°شرقی   | اقیانوس هند           | |
| ۳°۰′ جنوبی ۱۰۰°۱۱′ شرقی / ۳٫۰۰۰°جنوبی ۱۰۰٫۱۸۳°شرقی | اندونزی               | جزیرهٔ South Pagai |
| ۳°۰′ جنوبی ۱۰۰°۲۶′ شرقی / ۳٫۰۰۰°جنوبی ۱۰۰٫۴۳۳°شرقی | Mentawai Strait       | |
| ۳°۰′ جنوبی ۱۰۱°۲۷′ شرقی / ۳٫۰۰۰°جنوبی ۱۰۱٫۴۵۰°شرقی | اندونزی               | جزیرهٔ سوماترا |
| ۳°۰′ جنوبی ۱۰۶°۳′ شرقی / ۳٫۰۰۰°جنوبی ۱۰۶٫۰۵۰°شرقی  | Bangka Strait         | |
| ۳°۰′ جنوبی ۱۰۶°۲۶′ شرقی / ۳٫۰۰۰°جنوبی ۱۰۶٫۴۳۳°شرقی | اندونزی               | جزیرهٔ Bangka و Lepar |
| ۳°۰′ جنوبی ۱۰۶°۵۳′ شرقی / ۳٫۰۰۰°جنوبی ۱۰۶٫۸۸۳°شرقی | دریای جاوه            | |
| ۳°۰′ جنوبی ۱۰۷°۳۳′ شرقی / ۳٫۰۰۰°جنوبی ۱۰۷٫۵۵۰°شرقی | اندونزی               | جزیرهٔ Belitung |
| ۳°۰′ جنوبی ۱۰۸°۱۲′ شرقی / ۳٫۰۰۰°جنوبی ۱۰۸٫۲۰۰°شرقی | دریای جاوه            | |
| ۳°۰′ جنوبی ۱۱۰°۳۷′ شرقی / ۳٫۰۰۰°جنوبی ۱۱۰٫۶۱۷°شرقی | اندونزی               | جزیرهٔ بورنئو |
| ۳°۰′ جنوبی ۱۱۱°۹′ شرقی / ۳٫۰۰۰°جنوبی ۱۱۱٫۱۵۰°شرقی  | دریای جاوه            | |
| ۳°۰′ جنوبی ۱۱۱°۴۸′ شرقی / ۳٫۰۰۰°جنوبی ۱۱۱٫۸۰۰°شرقی | اندونزی               | جزیرهٔ بورنئو |
| ۳°۰′ جنوبی ۱۱۶°۱۷′ شرقی / ۳٫۰۰۰°جنوبی ۱۱۶٫۲۸۳°شرقی | تنگه ماکاسار          | |
| ۳°۰′ جنوبی ۱۱۸°۵۰′ شرقی / ۳٫۰۰۰°جنوبی ۱۱۸٫۸۳۳°شرقی | اندونزی               | جزیرهٔ سولاوسی (South Peninsula) |
| ۳°۰′ جنوبی ۱۲۰°۱۲′ شرقی / ۳٫۰۰۰°جنوبی ۱۲۰٫۲۰۰°شرقی | Gulf of Boni          | |
| ۳°۰′ جنوبی ۱۲۱°۵′ شرقی / ۳٫۰۰۰°جنوبی ۱۲۱٫۰۸۳°شرقی  | اندونزی               | جزیرهٔ سولاوسی (South-east Peninsula) |
| ۳°۰′ جنوبی ۱۲۲°۱۵′ شرقی / ۳٫۰۰۰°جنوبی ۱۲۲٫۲۵۰°شرقی | دریای باندا           | گذرکردن از شمال جزیرهٔ Buru, اندونزی |
| ۳°۰′ جنوبی ۱۲۷°۵۱′ شرقی / ۳٫۰۰۰°جنوبی ۱۲۷٫۸۵۰°شرقی | اندونزی               | جزیرهٔ Boano و جزیره سرام |
| ۳°۰′ جنوبی ۱۳۰°۲۳′ شرقی / ۳٫۰۰۰°جنوبی ۱۳۰٫۳۸۳°شرقی | دریای سرام            | |
| ۳°۰′ جنوبی ۱۳۲°۲۴′ شرقی / ۳٫۰۰۰°جنوبی ۱۳۲٫۴۰۰°شرقی | اندونزی               | جزیرهٔ گینه نو |
| ۳°۰′ جنوبی ۱۳۴°۵۱′ شرقی / ۳٫۰۰۰°جنوبی ۱۳۴٫۸۵۰°شرقی | Cenderawasih Bay      | |
| ۳°۰′ جنوبی ۱۳۵°۵۱′ شرقی / ۳٫۰۰۰°جنوبی ۱۳۵٫۸۵۰°شرقی | اندونزی               | جزیرهٔ گینه نو |
| ۳°۰′ جنوبی ۱۴۱°۰′ شرقی / ۳٫۰۰۰°جنوبی ۱۴۱٫۰۰۰°شرقی  | پاپوآ گینه نو         | جزیرهٔ گینه نو |
| ۳°۰′ جنوبی ۱۴۲°۲′ شرقی / ۳٫۰۰۰°جنوبی ۱۴۲٫۰۳۳°شرقی  | اقیانوس آرام          | دریای بیسمارک, گذرکردن از جنوب Purdy Islands, پاپوآ گینه نو · گذرکردن از جنوب جزیرهٔ Dyaul, پاپوآ گینه نو                                                                            |
| ۳°۰′ جنوبی ۱۵۱°۱۸′ شرقی / ۳٫۰۰۰°جنوبی ۱۵۱٫۳۰۰°شرقی | پاپوآ گینه نو         | جزیرهٔ New Ireland |
| ۳°۰′ جنوبی ۱۵۱°۳۴′ شرقی / ۳٫۰۰۰°جنوبی ۱۵۱٫۵۶۷°شرقی | اقیانوس آرام          | |
| ۳°۰′ جنوبی ۱۵۲°۲′ شرقی / ۳٫۰۰۰°جنوبی ۱۵۲٫۰۳۳°شرقی  | پاپوآ گینه نو         | جزیرهٔ Tabar |
| ۳°۰′ جنوبی ۱۵۲°۳′ شرقی / ۳٫۰۰۰°جنوبی ۱۵۲٫۰۵۰°شرقی  | اقیانوس آرام          | Passing through the Lihir Group, پاپوآ گینه نو · گذرکردن از شمال Nuguria islands, پاپوآ گینه نو · گذرکردن از جنوب جزیره کانتون, کیریباتی · گذرکردن از شمال جزیره اندربوری, کیریباتی |
| ۳°۰′ جنوبی ۸۰°۲۲′ غربی / ۳٫۰۰۰°جنوبی ۸۰٫۳۶۷°غربی   | اکوادور               | Puná Island |
| ۳°۰′ جنوبی ۸۰°۷′ غربی / ۳٫۰۰۰°جنوبی ۸۰٫۱۱۷°غربی    | اقیانوس آرام          | Jambelí Channel |
| ۳°۰′ جنوبی ۷۹°۵۰′ غربی / ۳٫۰۰۰°جنوبی ۷۹٫۸۳۳°غربی   | اکوادور               | |
| ۳°۰′ جنوبی ۷۷°۴۹′ غربی / ۳٫۰۰۰°جنوبی ۷۷٫۸۱۷°غربی   | پرو                   | |
| ۳°۰′ جنوبی ۷۰°۱۱′ غربی / ۳٫۰۰۰°جنوبی ۷۰٫۱۸۳°غربی   | کلمبیا                | |
| ۳°۰′ جنوبی ۶۹°۴۲′ غربی / ۳٫۰۰۰°جنوبی ۶۹٫۷۰۰°غربی   | برزیل                 | آمازوناس پارا مارانیائو پیاوی سئارا |
| ۳°۰′ جنوبی ۳۹°۴۲′ غربی / ۳٫۰۰۰°جنوبی ۳۹٫۷۰۰°غربی   | اقیانوس اطلس          | |